# Голубка (фільм, 1978)
«Голубка» — радянський чотирисерійний телевізійний фільм 1978 року за мотивами однойменного роману Анатолія Приставкина.

## Сюжет
Разом зі своїми однокурсниками випускниця Московського державного будівельного університету Женя Голубєва на прізвисько Голубка їде на будівництво сибірської ГЕС. Молодим гідробудівникам доведеться зустрітися не тільки з труднощами професії, але й з особистими проблемами. Любов Жені до Гени завершиться трагедією…

## У ролях
- Олег Мартьянов —  Віктор Смирнов
- Олена Проклова —  Женя Голубєва
- Наталія Гурзо —  Рита
- Ігор Янковський —  Геннадій Петрович Мухін
- Петро Вельямінов —  Шаров
- Геннадій Корольков —  Олександр Чуркін
- Анатолій Кузнєцов —  Рябінін
- Анатолій Соловйов —  Тарасенко Федір Васильович
- Ольга Науменко —  Віра
- Володимир Тихонов —  Рахманов Всеволод Васильович
- Ніна Маслова —  Ніна
- Данило Нетребін —  Пилип Іванович Сахно
- Клавдія Хабарова —  дружина Сахна
- Ніна Ільїна —  Маша
- Світлана Коновалова —  мама Жені
- Сергій Яковлєв —  Голубєв Василь Іванович, батько Жені
- Лев Фричинський —  капітан Назаров
- Роман Фертман —  Рувим Мойсейович Елінсон
- Сергій Гурзо —  Слава Солуянов
- Валентина Ушакова —  гостя на весіллі
- Едуард Бредун —  сплавник
- Олександра Данилова — секретарка директора
- Олександра Харитонова —  лікар

## Знімальна група
- Автор сценарію:  Леонід Агранович, Анатолій Приставкин,  Володимир Назаров
- Режисер:  Володимир Назаров
- Оператор:  Юрій Гантман
- Художники-постановники:  Михайло Богданов,  Петро Веременко, Георгій Кошелєв
- Композитор: Геннадій Гладков
- Текст пісень: Євген Долматовський
- Звукорежисер: Олександр Погосян
- Монтаж: Лідія Міліоті